# ليني شميت
ليني شميت (بالألمانية: Leni Schmidt)‏ هي منافسة ألعاب القوى ألمانية، ولدت في 28 ديسمبر 1906 في مدينة بريمن في ألمانيا، وتوفي بنفس المكان في 11 نوفمبر 1985.

## وصلات خارجية
- ليني شميت على موقع اللجنة الأولمبية الدولية (الإنجليزية)
- ليني شميت على موقع أوليمبيديا (الإنجليزية)